# 1956年歐洲歌唱大賽
1956年歐洲歌唱大賽（法語：Grand-Prix Eurovision de la Chanson Européenne 1956）為歐洲歌唱大賽之第一屆比賽，於1956年5月24日在瑞士提契諾州盧加諾舉行，第一屆大賽主要為無線電節目，但在錄音室中仍有一些摄像机好供少數擁有電視的歐洲人觀賞。為了增加節目內容，大賽更規定每個國家以兩首歌參賽。
在賽前每個參賽國家都被強烈的建議先在該國舉行預賽，而各參賽國皆將兩名評審送至盧加諾，其中盧森堡的評審不能前往，因此歐洲廣播聯盟同意瑞士方面代為投票。
目前為止未有任何保存完整賽程的片段，雖有完整錄音，但在第一部幕間式後20分鐘的音訊亦遺失，直到宣佈冠軍時方才恢復。而唯一存在的片段是冠軍莉斯·阿西娅演唱安可曲"Refrain"的新聞鏡頭。

## 投票爭議
投票方式為評審送至盧加諾「秘密」投票，並允許評審投給任何國家，包括自己的國家，因此這也是莉斯·阿西娅冠軍資格被質疑的原因。而瑞士又代表了盧森堡的投票資格，更加使莉斯·阿西娅的冠軍備受爭議。
本次大賽的得分始終未公佈，迄今仍保存在歐洲廣播聯盟地下室，因而排名的謠言甚囂塵上，有謠傳第二名為德國、第三名為比利時，而幕間式的表演也被認為是在拖延投票時間。

## 參賽國

參賽國

原本奧地利、丹麥、英國也打算參賽，但因為超過了截止日，因而未能參加，這也是兩場沒有英國參與的歐洲歌唱大賽之一（另一次為1958年）。
依各國家英文譯名排列
1. 比利时
2. 法國
3. 德国
4. 義大利
5. 盧森堡
6. 荷蘭
7. 瑞士

## 結算
比賽於1956年5月24日舉行，由主辦國瑞士奪冠。
| 順位 | 國家   | 語言     | 歌手                     | 歌曲                              | 中文翻譯             | 排名 | 分數 |
| ---- | ------ | -------- | ------------------------ | --------------------------------- | -------------------- | ---- | ---- |
| 01   | 荷蘭   | 荷蘭語   | 潔堤·帕爾                | "De vogels van Holland"           | 荷蘭的鳥             | -    | -    |
| 02   | 瑞士   | 德語     | 莉斯·阿西娅              | "Das alte Karussell"              | 古老的旋轉木馬       | -    | -    |
| 03   | 比利时 | 法語     | 弗德·勒克萊爾            | "Messieurs les noyés de la Seine" | 被塞納河淹死的先生們 | -    | -    |
| 04   | 德国   | 德語     | 沃爾特·安德里亞斯·施瓦茨 | "Im Wartesaal zum großen Glück"   | 在幸運的候車室       | -    | -    |
| 05   | 法國   | 法語     | 馬瑟·阿爾泰里            | "Le temps perdu"                  | 失去的時間           | -    | -    |
| 06   | 盧森堡 | 法語     | 米歇爾·阿諾              | "Ne crois pas"                    | 不要相信             | -    | -    |
| 07   | 義大利 | 義大利語 | 弗朗卡·雷蒙迪            | "Aprite le finestre"              | 打開天窗             | -    | -    |
| 08   | 荷蘭   | 荷蘭語   | 科里·布羅肯              | "Voorgoed voorbij"                | 直到永遠             | -    | -    |
| 09   | 瑞士   | 法語     | 莉斯·阿西娅              | "Refrain"                         | 愛的副歌             | 1    | -    |
| 10   | 比利时 | 法語     | 莫尼·馬克                | "Le plus beau jour de ma vie"     | 多麼美好的一生       | -    | -    |
| 11   | 德国   | 德語     | 弗雷迪·奎因              | "So geht das jede Nacht"          | 每天晚上都這樣       | -    | -    |
| 12   | 法國   | 法語     | 丹妮·道伯森              | "Il est là"                       | 他在這               | -    | -    |
| 13   | 盧森堡 | 法語     | 米歇爾·阿諾              | "Les amants de minuit"            | 午夜戀人             | -    | -    |
| 14   | 義大利 | 義大利語 | 湯妮娜·托瑞里            | "Amami se vuoi"                   | 如果你想要愛我的話   | -    | -    |

## 腳註
1. 1 2  （法文）SRG SSR idée suisse.  (PDF). 最終版. 1956  [2009-10-04]. （原始内容 (PDF)存档于2012-01-04）.
2. ↑  .   [2009年10月4日]. （原始内容存档于2011年2月20日） （德语）.
3. 1 2 3 4 5  .   [2009年10月3日]. （原始内容存档于2016年9月13日） （英语）.
4. 1 2 3  .   [2009年10月4日]. （原始内容存档于2013年12月3日） （英语）.
5. ↑  .   [2009年10月4日]. （原始内容存档于2016年3月4日） （英语）.
6. ↑  . The Diggiloo Thrush.   [4 March 2012]. （原始内容存档于2018-11-22）.
7. ↑  . 4Lyrics.eu.   [16 September 2020]. （原始内容存档于2020-10-30）.
8. ↑  . eurovision.tv.   [2018-07-26]. （原始内容存档于2018-05-13）.

## 外部連結
- 1956年歐洲歌唱大賽全程錄音
- 莉斯·阿西娅在多年之后演唱"Refrain"歌曲（页面存档备份，存于）